# Aquificaceae
Aquificaceae  (лат.) — семейство бактерий, живущих в экстремальных местообитаниях, таких как горячие источники, серные озёра, и гидротермальные источники. Хотя, в отличие от других экстремофилов, они не относятся к археям, а являются настоящими бактериями, семейство Aquificaceae всё же представляет собой очень древнюю филогенетическую ветвь.

## Классификация
Семейство Aquificaceae включает следующие роды и виды бактерий:
- Aquifex Huber and Stetter 1992
  - Aquifex aeolicus Huber and Stetter 2001[3]
  - A. pyrophilus Huber and Stetter 1992
- Hydrogenivirga Nakagawa et al. 2004
  - H. caldilitoris Nakagawa et al. 2004
  - H. okinawensis Nunoura et al. 2008
- Hydrogenobacter Kawasumi et al. 1984
  - H. hydrogenophilus (Kryukov et al. 1984) Stöhr et al. 2001
  - H. subterraneus Takai et al. 2001
  - H. thermophilus Kawasumi et al. 1984
- Hydrogenobaculum Stöhr et al. 2001
  - Hydrogenobaculum acidophilum (Shima and Suzuki 1993) Stöhr et al. 2001
- Thermocrinis Huber et al. 1999
  - T. albus Eder and Huber 2002
  - T. minervae Caldwell et al. 2010
  - T. ruber Huber et al. 1999